# الملكة الجنوب
الملكة الجنوب (بالإسبانية: La Reina del Sur)‏ هو تيلينوفيلا الأمريكية من تأليف روبرتو ستوبيلو وبطولة عددٍ منَ الممثلين بما في ذلك كيت ديل كاستيلو، هومبيرتو زوريتا، رافائيل امايا، إيفان سانشيز، وكريستينا أورجيل. استند في قصته على رواية كتبها المؤلف الاسباني أرتورو بيريز ريفيرتي عام 2002 تحمل نفس الاسم. عرض على قناة تيليموندو في 28 فبراير 2011.

## طاقم العمل
- كيت ديل كاستيلو بدور تيريزا مندوزا
- هومبيرتو زوريتا بدور ابيفانيو فارغاس
- رافائيل امايا بدور رايموندو دافيلا بارا (مواسم 1)
- إيفان سانشيز بدور سانتياغو لوبيز فيستيرا (مواسم 1)
- كريستينا أورجيل بدور باتريشيا أوفاريل (مواسم 1)
- ألبرتو خيمينيز بدور أوليغ ياسيكوف (مواسم 1)